# Konstgalleriet, Split
Konstgalleriet (kroatiska: Galerija umjetnina) är ett konstmuseum i Split i Kroatien. Det öppnade för allmänheten 1931 och är beläget strax norr om Diocletianus palats och väster om Strossmayers park i centrala Split. I museet finns mer än 5 200 föremål. I dess permanenta samlingar finns bland annat målningar, skulpturer och andra verk från 1300-talet till nutid. Museet har en omfattande samling ikoner och tillfälliga utställningar med verk av samtida konstnärer. Utöver konstverk skapade av framstående kroater innehar museet verk av bland annat franska, italienska, tjeckiska, tyska och österrikiska konstnärer.

## Historik
År 1908 hölls den första dalmatiska konstutställningen med modern konst i dåvarande österrikisk-ungerska staden Split. Evenemanget besöktes av drygt 10 000 besökare och var en stor händelse för den då relativt lilla provinsiella staden som vid tiden hade drygt 20 000 invånare. Konstutställningen engagerade många lokala konstnärer och blev startskottet till etableringen av stadens första konstgalleri. Grunderna till det framtida konstmuseets samlingar tillkom inledningsvis genom privata donationer, inte minst från Splits dåvarande borgmästare Ivo Tartaglia (1880–1949). Under de nästkommande 20 åren växte samlingen och år 1928 etablerades Konstgalleriet formellt. Det dröjde dock till den 1 december 1931 innan det öppnade för allmänheten.
Museet var inledningsvis inrymt i en byggnad på gatuadressen Lovretska ulica och vid öppnandet bestod samlingarna av 500 konstverk varav 300 visades i utställningarna. Antalet konstverk i samlingarna fortsatte att växa varpå det snart uppstod behov av en ny museibyggnad. År 2009 flyttade Konstgalleriet in i nuvarande byggnad efter att den hade anpassats efter museets behov.      

## Samlingar och utställningar
I konstmuseets samlingar ingår mer än 5 200 föremål varav närmare 400 föremål visas på en utställningsyta som uppgår till 2 200 kvadratmeter. Utställningen börjar på museets första våning med verk av de gamla mästarna (1400–1900-talet) och fortsätter med antologiska verk av mästare från den kroatiska modernismen (1900–1950-talet). 1900-talets andra hälft representeras av verk från högmodernismen (1950–1970-talet) där den kroatiska internationellt erkända abstrakta konstproduktionen ingår. På bottenvåningen visas inhemsk och lokal samtidskonst (1960-talet–nutid).
Förutom foto-, film- och videosamlingen har museet ytterligare fem (nedan beskrivna) samlingar.   

### De gamla mästarnas samling

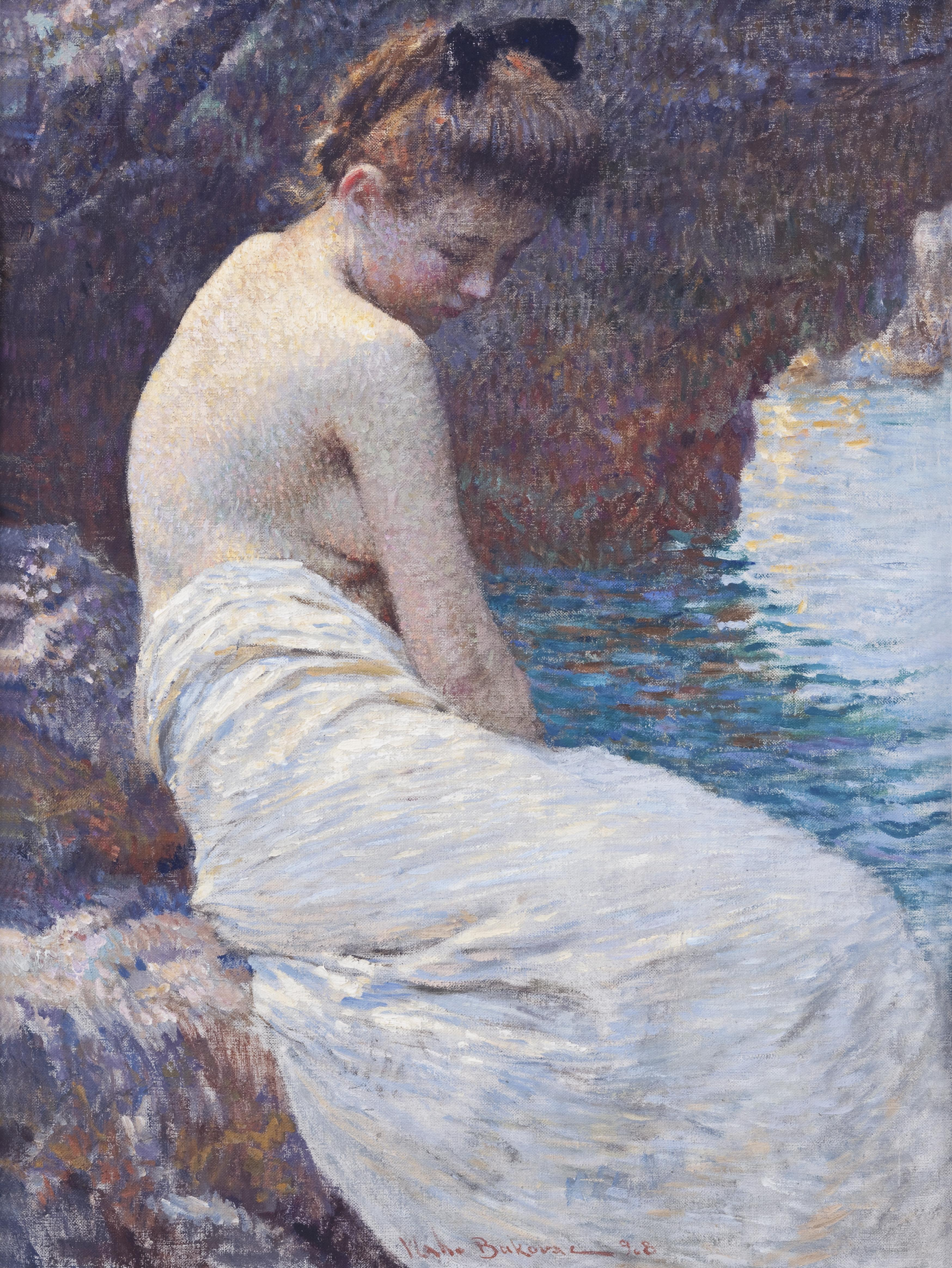
Målningen Vid havet – ett verk av Vlaho Bukovac ingår i museets samling.

De gamla mästarnas samling utgör en viktig del av museets innehav sett till antalet konstverk samt deras mångfald och kvalité. I samlingen finns konstverk från 1300–1700-talet och målningar av både inhemska och utländska konstnärer, däribland Paolo Veneziano, Andrea Alessi, Juraj Čulinović, Girolamo Brusaferro, Matteo Ponzone och Federico Bencovich. Samlingens intressantaste konstverk inkluderar graveringen Melencolia av Albrecht Dürer och målningen Allegori från de fyra årstiderna av Peter Brandl.

### Ikonsamlingen
Konstmuseets samling av ikoner är en av de mest omfattande i sitt slag i Kroatien. I samlingen finns kretensisk-venetianska ikoner, ikoner från Kotorbukten, Ryssland och det grekiska fastlandet som stilmässigt representerar både den kretensiska skolan och joniska skolan. Ikonsamlingen har tillkommit genom år av förvärv och en stor del av ikonerna kommer från den tidigare borgmästaren Ivo Tartaglias privata samling. De flesta ikonerna är små eller mellanstora vilket indikerar att de ursprungligen användes för privat hängivenhet.

### Samlingen av modern konst
Samlingen av modern konst innehåller verk (bland annat målningar och skulpturer) från 1800-talet till år 1950. I samlingen finns särskilt värdefulla och banbrytande verk från några av de bästa kroatiska konstnärerna. De stilistiska förändringarna som inträffade under perioden 1800-talet till 1900-talets andra hälft (från klassicism och biedermeier till romantik och realism) återspeglas bland annat i verk av de inhemska konstnärerna Juraj Pavlović, Ivan Skvarčina, Ivan Rendić, Vlaho Bukovac, Ivan Meštrović, Emanuel Vidović och Mato Celestin Medović. I samlingen finns även verk av de utländska konstnärerna Egon Schiele och George Grosz.

### Samlingen av samtida konst
Samlingen av samtidskonst innehåller verk från år 1950 till nutid. Den innehåller till största del konstverk producerade i olika typer av media. Genom samlingens konstverk återspeglas utvecklingen av de konstnärliga tendenserna under perioden 1950-talet och framåt. I samlingen finns bland annat verk av de inhemska konstnärerna Ivan Picelj, Julije Knifer, Goran Petercol, Ivan Faktor, Dalibor Martinis, Boris Bućan, Dubravka Rakoci och Edita Schubert.

### Design- och affischsamlingen
Design- och affischsamlingen innehåller konstverk som har producerats från 1930-talet till idag. Tematiskt består samlingen till största del av utställnings- och teateraffischer. Dessa verk har inte bara ett konstnärligt värde utan är även en dokumentation över lokala kulturevenemang som ägt rum i Split från 1900-talet till idag.

## Museibyggnaden

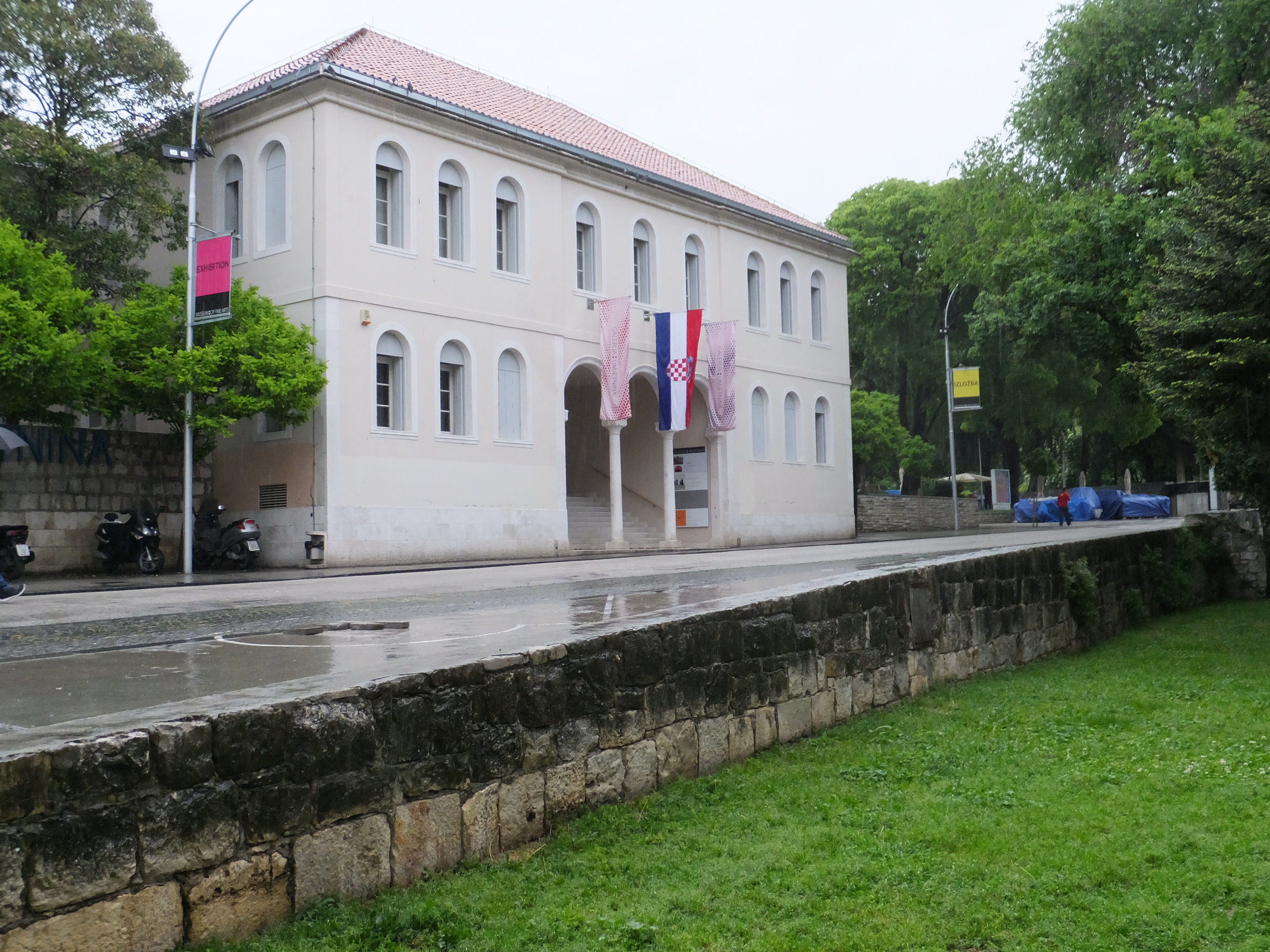
"Gamla sjukhuset" – museibyggnaden år 2016.

Konstgalleriet är beläget i en byggnad som kallas "Stara bolnica" (Gamla sjukhuset). Byggnaden uppfördes år 1792 efter ritningar av arkitekten Petar Kurir och var stadens första kommunala sjukhus. År 1872 byggdes fastigheten ut och den fick då sin nuvarande exteriöra utformning som bär stildrag från nyrenässansen. I samband utbyggnaden som gjordes enligt ritningar av arkitekten Josip Slade tillkom den södra flygeln och byggnadens centrala atrium med veranda. I slutet av 1970-talet anpassades byggnaden enligt ritningar av arkitekten Vuko Bombardelli för att rymma "Muzej narodne revolucije" (Folkrevolutionens museum) som avvecklades år 1991. Sedan år 1996 rymmer byggnaden Konstgalleriet och Multimediala kulturcentret. Åren 2004–2009 rekonstruerades, utvidgades och anpassades byggnaden ytterligare för att tillgodose Konstmuseets behov. Trots de många förändringarna är byggnaden ett värdefullt exempel på 1800-talets arkitektur och den spelar en viktig roll i Splits historia som stadens första sjukhus.